# Of Truth and Sacrifice
Of Truth and Sacrifice ist der Titel des neunten Studioalbums der deutschen Metalcore-/Melodic-Death-Metal-Band Heaven Shall Burn aus Saalfeld in Thüringen. Es erschien am 21. März 2020 über das deutsche Label Century Media.
Es handelt sich bei dem Werk um ein Doppelalbum, welches insgesamt 19 Titel hat. Of Truth and Sacrifice hat eine Spiellänge von einer Stunde 37 Minuten und 33 Sekunden. Das Album ist in die Abschnitte Of Truth und Of Sacrifice eingeteilt.
Zu dem Album wurden vier Singleauskopplungen veröffentlicht. Drei davon erschienen vorab, eine zwei Tage nach der Veröffentlichung des Albums. Of Truth and Sacrifice ist das erste Album der Gruppe, welches auf Platz eins in den deutschen Albumcharts einsteigen konnte, nachdem die drei vorherigen Veröffentlichungen mit den Plätzen zwei, drei und neun jeweils in der Top-10 landeten. Of Truth and Sacrifice erreichte des Weiteren Notierungen in den österreichischen, den schweizerischen, den belgischen und den spanischen Albumcharts.

## Entstehung
Bereits im Juli 2019 veröffentlichten die Musiker Bilder aus dem Studio, die die Mitglieder bei den ersten Arbeiten an dem neuen Album zeigen. Das Album wurde am 21. Dezember 2019 offiziell von der Band für März 2020 angekündigt. In dieser Mitteilung wurde der Albumtitel sowie die Titelliste des Werkes bekannt gegeben. Außerdem gab die Gruppe bekannt, dass es sich bei Of Truth and Sacrifice um ein Doppelalbum handeln werde, dessen Inhalt in zwei Abschnitte eingeteilt sind. Das Albumcover wurde von Eliran Kantor gestaltet.
Produziert wurde das Album von Alexander Dietz und Maik Weichert in Dietz’s Heimstudio. Der Film Mein grünes Herz in dunklen Zeiten dokumentiert den Entstehungs- und Produktionsprozess des Albums.
Der Song Tirpitz bezieht sich auf das gleichnamige Kriegsschiff aus dem Zweiten Weltkrieg.

## Veröffentlichung
Am 10. Januar 2020 veröffentlichte die Gruppe ihre beiden ersten Singles zum Album. Diese heißen Weakness Leaving My Heart und Protector. Die beiden Stücke wurden in einem gemeinsamen Musikvideo mit einer Spielzeit von 13 Minuten herausgegeben. Am 7. Februar 2020 erschien mit My Heart and the Ocean die dritte Single. Hierfür arbeitete die Gruppe mit aktiven Mitgliedern der Organisation Sea Shepherd, die sich gegen die Zerstörung der Ozeane einsetzen, zusammen. Am 6. März 2020 wurde ein Musikvideo zum Lied Eradicate veröffentlicht. Hierfür arbeitete die Band mit dem Regisseur Isaac Nabwana aus Uganda zusammen. Die Zusammenarbeit kam eher durch Zufall zustande.
Das Album selbst erschien am 20. März 2020 in verschiedenen Versionen: Als einfache Doppel-CD bzw. Doppel-Schallplatte sowie als limitierte Version, der außerdem eine DVD mit dem Film Mein grünes Herz in dunklen Zeiten, eine umweltfreundliche Stofftasche, ein paar Ohrstöpsel, ein Aufnäher und eine Samenbombe beiliegt.
Am Tage der Herausgabe des Albums erschien mit Übermacht das vierte Musikvideo.

## Titelliste
Mit Ausnahme des Stückes Critical Mass wurden alle Stücke von Heaven Shall Burn geschrieben. Bei Critical Mass handelt es sich um eine Coverversion des im Jahre 1989 veröffentlichten Liedes von Nuclear Assault.
| Teil 1: Of Truth     |                                                                   |      |
| 1                    | March of Retribution                                              | 1:21 |
| 2                    | Thoughts and Prayers                                              | 4:58 |
| 3                    | Eradicate                                                         | 4:32 |
| 4                    | Protector                                                         | 5:26 |
| 5                    | Übermacht                                                         | 5:25 |
| 6                    | My Heart and the Ocean                                            | 5:51 |
| 7                    | Expatriate                                                        | 8:53 |
| 8                    | What War Means                                                    | 5:31 |
| 9                    | Terminate the Unconcern                                           | 4:42 |
| 10                   | The Ashes of My Enemies                                           | 2:02 |
| Teil 2: Of Sacrifice |                                                                   |      |
| 1                    | Children of a Lesser God                                          | 6:53 |
| 2                    | La Résistance                                                     | 5:06 |
| 3                    | The Sorrows of Victory featuring Chris Harms von Lord of the Lost | 8:25 |
| 4                    | Stateless                                                         | 3:49 |
| 5                    | Tirpitz                                                           | 5:54 |
| 6                    | Truther                                                           | 2:41 |
| 7                    | Critical Mass                                                     | 3:35 |
| 8                    | Eagles Among Vultures                                             | 5:06 |
| 9                    | Weakness Leaving My Heart                                         | 7:31 |

## Rezeption

### Kritiken
In der deutschsprachigen Presse erhielt Of Truth and Sacrifice überwiegend positive Resonanz. Bei Metal Hammer wurde das Doppelalbum zum „Album des Monats“ gekürt. In der dazugehörigen Besprechung heißt es, dass die Gruppe es schaffe die Energie, den Zorn und die Intensität über das gesamte Album hinweg hochzuhalten. Weiterhin schrieb der Kritiker, dass das Genre Metalcore für Heaven Shall Burn nicht mehr greife, da sich die Gruppe Einflüsse aus zahlreichen anderen Musikrichtungen wie etwa dem Gothic Metal, Hardcore, Death Metal á la Bolt Thrower, EDM, Black- und Thrash Metal nimmt. Durch den Einsatz eines Orchesters in diversen Liedern des Albums wird dem Album eine zusätzliche Tiefe und Schwere verliehen. Michael Klaas von Metal.de befand, dass die Gruppe nicht an Heaviness und ihren typischen, sozial- bzw. politikkritischen Texten gespart habe. Die Gitarrenriffs haben, so Klaas, „mächtig Fleisch um die Rippen“ während die filigranen Melodien „um die Eruptionen wie die züngelnden Flammen eines Feuers“ tänzeln. In seinem Fazit stellt der Rezensent fest, dass Heaven Shall Burn die gesamte Länge des Doppelalbums ausnutzen, sich austoben und ihre Vorreiterrolle untermauern, womit sie zwar die Erwartungen des Kritikers zwar nicht übertreffen aber mit Bravour erfüllen.
Laut Yan Vogel, der das Album für das Onlinemagazin Laut.de besprach, fechte die Gruppe den Kampf um die sogenannte Wahrheit nicht plakativ aus, sondern machen diese anhand von Beispielen fest. So greift etwa das Stück Tirpitz den Gigantismus des Nationalsozialismus auf. Auch über geächtete Journalisten oder das Engagement für Flüchtlinge werde besungen. Im Vergleich zu den beiden Vorgängern Veto und Wanderer mit ihrer DIY-Mentalität und viel Herzblut legt die Band eine „Schippe Abwechslung“ drauf. Oliver Uschmann von Rock Hard zeigte sich von dem Werk begeistert und beschrieb das Stück Protector als eine „Sternstunde der Metal-Geschichte, in Sachen Aufbau, Arrangement und Qualität der emotionalen Aufwiegelung“ und bezeichnet dies als eine „Blaupause für kommende Generationen.“ Timon Krause vom Onlinemagazin Powermetal.de beschreibt das Album als „Meisterwerk“ bzw. als „Meilenstein des Melodic Death Metals“, auch wenn ihn Stücke wie Tirpitz und das stetige Aufgreifen des Zweiten Weltkrieges anödet. Er befand zudem, dass er keine Vorstellung davon hatte, welches Entwicklungspotenzial der Metalcore haben kann.

### Chartplatzierungen
Of Truth and Sacrifice ist das erste Album der Gruppe, welches sich auf Platz eins positionieren konnte, nachdem die drei Vorgänger Invictus auf Platz neun, Veto auf Platz zwei und Wanderer mit Platz drei jeweils eine Top-10-Platzierung erreichte. In den letzten beiden Tagen entbrannte dabei ein Wettstreit zwischen Heaven Shall Burn und dem Popsänger Pietro Lombardi, dessen Album Lombardi am selben Tag veröffentlicht wurde und in den Midweek-Albumcharts Platz zwei belegte. Lombardi sagte in einem Instagram-Video, dass „irgendeine Rockergruppe aus dem Nichts“ ihm den ersten Platz streitig mache und bat seine Fans, sein Album zu kaufen und zu streamen um Platz eins zu gewinnen. Die Gruppe nahm dieses Video auf und teilte dies auf den sozialen Netzwerken. Der Wettstreit wurde nach und nach von der Presse aufgenommen. Am Tag der Chartveröffentlichung belegte Heaven Shall Burn schließlich erstmals den ersten Platz in den Albumcharts.

„Wir freuen uns wirklich sehr, dass es - "wie aus dem Nichts" - endlich einmal mit der Pole Position geklappt hat. Respekt auch an Pietro, der sich als Super Typ erwiesen hat und ein fairer Sportsmann war. Bei aller Freude sollte man dennoch nicht vergessen, dass es aktuell wichtigere Dinge gibt. In diesem Sinne, bleibt alle gesund und vielen Dank an unsere Fans, ohne die das natürlich niemals möglich gewesen wäre.“

In Österreich stieg das Album am 3. April 2020 auf Platz vier ein, in der Schweiz auf Platz sechs. In Spanien landete Heaven Shall Burn mit ihrem Album ihren ersten Charteinstieg mit Platz 25. In der belgischen Region Flandern erreichte das Album Platz 157 und schaffte nach Veto und Wanderer als drittes Albums eine Notierung. Auch in Japan stieg das Album in die Charts ein.
In den deutschen Album-Jahresendcharts erreichte das Album Platz 96.
| ChartsChartplatzierungen | Höchstplatzierung | Wochen |
| ------------------------ | ----------------- | ------ |
| Deutschland (GfK)        | 1 (10 Wo.)        | 10     |
| Österreich (Ö3)          | 4 (3 Wo.)         | 3      |
| Schweiz (IFPI)           | 6 (4 Wo.)         | 4      |

| ChartsJahrescharts (2020) | Platzierung |
| ------------------------- | ----------- |
| Deutschland (GfK)         | 96          |